# 田添駅
田添駅（たぞええき）は富山県中新川郡立山町田添にある富山地方鉄道立山線の駅である。駅番号はT45。

## 歴史
- 1931年（昭和6年）8月15日：富山電気鉄道の駅として開業。

## 駅構造
単式ホーム1面1線を持つ地上駅。無人駅である。

## 利用状況
「統計たてやま」によると、2019年度の1日平均乗降人員は47人であった。
近年の1日平均乗降人員は以下の通り。
| 年度   | 1日平均 乗降人員 |
| ------ | ---------------- |
| 2004年 | 43               |
| 2005年 | 46               |
| 2006年 | 44               |
| 2007年 | 41               |
| 2008年 | 42               |
| 2009年 | 48               |
| 2010年 | 40               |
| 2011年 | 41               |
| 2012年 | 43               |
| 2013年 | 41               |
| 2014年 | 40               |
| 2015年 | 43               |
| 2016年 | 42               |
| 2017年 | 44               |
| 2018年 | 45               |
| 2019年 | 47               |
| 2020年 | 38               |
| 2021年 | 39               |
| 2022年 | 40               |
| 2023年 | 64               |

## 駅周辺
- 北陸自動車道立山IC

## 隣の駅
富山地方鉄道
■立山線
■アルペン特急・■特急
通過
■普通
稚子塚駅 (T44) - 田添駅 (T45) - 五百石駅 (T46)